# Jiří Kleňha
RNDr. Jiří Kleňha (15. září 1941 v Praze) je přední český citerista, hráč na kladívkovou citeru, velký propagátor hry na tento zajímavý hudební nástroj
(původním povoláním biolog-výzkumník). Své vlastní nahrávky si vydává na CD vlastními silami,
v létě pravidelně koncertuje pod širým nebem na Karlově mostě v Praze, kde také sám prodává své vlastní nahrávky.
Napsal knihu o českém lidovém harfenictví: Harfenictví v Čechách. Historie vandrovních muzikantů z Nechanic, Praha : Granit, 1998, ISBN 80-85805-69-3.